# 瓦扬
瓦扬（法語：Vaillant，法語發音：[vajɑ̃] ⓘ）是法国上马恩省的一个市镇，属于朗格勒区。

## 地理
瓦扬（47°42'37"N, 5°9'10"E）面积7.5 平方千米，位于法国大東部大區上马恩省，该省份为法国东北部内陆省份，北起马恩省和默兹省，西接奥布省，西南接科多尔省，东南接上索恩省，东临孚日省。
与瓦扬接壤的市镇（或旧市镇、城区）包括：欧布里沃、欧热尔、沙朗塞、瓦尔代蒂莱、勒瓦勒代农、穆耶龙、普拉莱、韦夫尔苏沙朗塞。

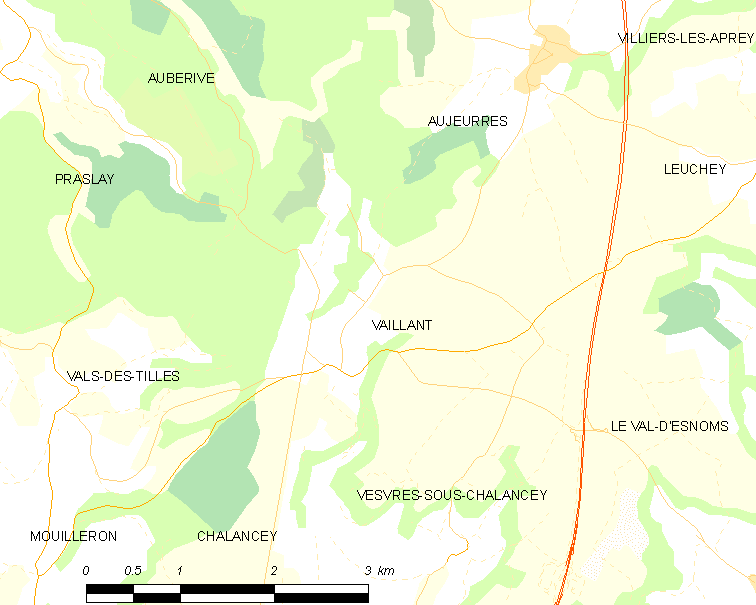
瓦扬的OSM定位图

瓦扬的时区为UTC+01:00、UTC+02:00（夏令时）。

## 行政
瓦扬的邮政编码为52160，INSEE市镇编码为52499。

## 政治
瓦扬所属的省级选区为维勒居西安勒拉克县。

## 人口

1962-2008年间瓦扬人口变化图示

瓦扬于2022年1月1日时的人口数量为46人。